# Invictus – Unbezwungen
Invictus – Unbezwungen (Originaltitel Invictus, lateinisch für ‚Der Unbesiegte‘ bzw. ‚Der Uneroberte‘) ist ein US-amerikanischer Spielfilm des Regisseurs Clint Eastwood nach dem Sachbuch Der Sieg des Nelson Mandela: Wie aus Feinden Freunde wurden (Originaltitel Playing the Enemy: Nelson Mandela and the Game That Made a Nation) von John Carlin aus dem Jahr 2008, der am 18. Februar 2010 in die deutschen Kinos kam. Bereits vor dem Filmstart in den Vereinigten Staaten am 11. Dezember 2009 wurde der Film als Oscar-Anwärter gesehen.
Der Titel des Films bezieht sich auf das Gedicht Invictus von William Ernest Henley, das dem Widerstandskämpfer und späteren Präsidenten Südafrikas, Nelson Mandela, während der Jahre seiner Haft Halt und Trost gegeben hatte.

## Handlung
Nelson Mandela wird 1990 nach jahrzehntelanger Haft auf Robben Island freigelassen und gewinnt vier Jahre später nach dem Ende der Apartheid als erster Schwarzer die Präsidentschaftswahlen. Eines seiner wichtigsten Anliegen ist es, die tiefe Kluft zwischen der weißen Minderheit und der schwarzen Mehrheit zu überwinden. Er besucht ein Spiel der Springboks, der südafrikanischen Rugby-Union-Nationalmannschaft, die als Symbol der überwundenen weißen Herrschaft gilt, da Rugby vor allem der Volkssport der Buren ist, und die von den meisten Schwarzen keinerlei Unterstützung erhält.
Aufgrund der Apartheid wurde die Mannschaft von Anfang der 1980er Jahre bis 1992 von den meisten anderen Nationalmannschaften boykottiert. Im Hinblick auf die bevorstehende Rugby-Union-Weltmeisterschaft 1995 im eigenen Land überzeugt Mandela die schwarzen Mitglieder des 1992 neugegründeten südafrikanischen Rugbyverbandes, die alten Symbole und Farben der Mannschaft beizubehalten. Mandela trifft Mannschaftskapitän Francois Pienaar und gibt diesem indirekt zu verstehen, dass ein erfolgreiches Abschneiden bei der Weltmeisterschaft die beste Möglichkeit sei, die verschiedenen Bevölkerungsgruppen einander näher zu bringen.
Viele zweifeln daran, dass der Sport 50 Jahre Rassentrennung überwinden kann, zumal mit einer Ausnahme nur weiße Spieler den Springboks angehören und der einzige Schwarze in der Mannschaft wegen einer Verletzung an der Achillessehne auszufallen droht. Die Stimmung ändert sich, als die Spieler vor der Weltmeisterschaft durch das Land reisen und in Kontakt mit der Bevölkerung treten, so dass auch die Schwarzen die Springboks zu unterstützen beginnen. Als Mandela die WM-Spiele besucht und sich im Finale in einem Springbok-Trikot zeigt, zieht er damit die Öffentlichkeit endgültig auf seine Seite.
Die Springboks, die trotz des Heimvorteils und ihrer Reputation nicht zu den Favoriten gehören, da sie nach der jahrelangen Isolierung stark von der fehlenden internationalen Spielpraxis gezeichnet waren, stoßen eher überraschend bis in das Weltmeisterschaftsfinale vor, wo sie auf die All Blacks aus Neuseeland treffen – die beste Mannschaft der Welt und seit Jahrzehnten die größten Rivalen der Südafrikaner. Vor einer begeisterten Menge treibt Pienaar die Mannschaft an, ihre Zweifel zu überwinden und an ihre Grenzen zu gehen. Die reguläre Spielzeit endet unentschieden und es kommt zur Verlängerung, in der sich die Springboks durchsetzen können und Weltmeister werden. Auf dem Spielfeld überreicht Mandela Pienaar den WM-Pokal.

## Produktion

### Drehbuch
Das Drehbuch basiert auf dem Buch Der Sieg des Nelson Mandela: Wie aus Feinden Freunde wurden (Original: Playing the Enemy: Nelson Mandela and the Game That Made a Nation) von John Carlin. Der Arbeitstitel des Films war „The Human Factor“. Die Drehbuchschreiber trafen sich mit Carlin an seinem Wohnsitz in Barcelona, um die Umwandlung seines biografischen Sachbuchs in ein Drehbuch zu besprechen.

### Besetzung
Morgan Freeman wurde als erster Schauspieler für die Rolle des Nelson Mandela besetzt, anschließend Matt Damon als Francois Pienaar. Matt Damon bekam für seine Rolle als Teamkapitän ein intensives Rugbytraining von Chester Williams beim Gardens Rugby Club in Kapstadt.

## Auszeichnungen
Invictus wurde 2009 vom National Board of Review mit den Preisen in den Kategorien beste Regie und bester Hauptdarsteller (Morgan Freeman) ausgezeichnet. Clint Eastwood, Morgan Freeman und Matt Damon erhielten je eine Nominierung für den Golden Globe Award 2010. Freeman und Damon wurden weiterhin für den Oscar nominiert.

## Rezeption
Don Beck, der 1995 den Motivationsplan des Rugby-Teams entworfen hat, fand den Film realitätsgetreu und ausgewogen.

„Eastwood erzählt in seinen Alterswerken oft vom Scheitern und offenbarte in Filmen wie Mystic River oder Gran Torino eine zutiefst pessimistische Weltsicht. Umso idealistischer und heroischer gestimmt ist seine Nelson-Mandela-Hymne Invictus, was den Film flacher als andere Eastwood-Regiearbeiten wirken lässt. Er ist in den Momenten am schwächsten, wenn er die Konventionen des Sportfilms übernimmt, und am stärksten, wenn er den Sieg über den Rassismus feiert. […] Fazit: In einem emotional packenden Mix aus Biopic und Sportfilm zeigt Invictus ein weitgehend unbekanntes Kapitel der demokratischen Wende in Südafrika.“

„Das zeigt auch Clint Eastwood erstklassig inszeniertes Biographie-Drama, auch wenn es eher sportlich als gesellschaftlich und politisch auftrumpft. Die Schwächen und Auslassungen werden von einem großartigen Morgan Freeman und Eastwoods inszenatorischem Gespür überdeckt.“

„Zwar wurde der aufwändig ausgestattete, routiniert gespielte Film etwas zähflüssig in Szene gesetzt, überzeugt aber in der nuancenreichen Personenzeichnung und gipfelt in dem abschließenden mitreißenden World-Cup-Spiel. Gleichwohl bleibt er den Blick auf die fortdauernden Probleme des heutigen Südafrikas schuldig.“